# Robert Hardy
Timothy Sydney Robert Hardy, CBE (Cheltenham, Inglaterra, 29 de octubre de 1925-Brístol, Inglaterra, 3 de agosto de 2017), fue un actor británico. Hardy fue uno de los actores más respetados de Gran Bretaña, con una carrera de seis décadas y que incluye una gran variedad de papeles en el cine, teatro y televisión.

## Biografía
Hardy nació en Cheltenham, Inglaterra, hijo de Jocelyn Dugdale y Henry Hardy. Estudió en Oxford, donde obtuvo una licenciatura con honores.
Debutó profesionalmente con la Royal Shakespeare Company en Stratford-upon-Avon, en 1949, en múltiples temporadas clásicas allí y en el Old Vic. Posteriormente se trasladó al West End para trabajar en producciones como Mucho ruido y pocas nueces, Habeas Corpus, The Rehearsal, A Severed Head, The Constant Couple, Dear Liar y Body & Soul. La larga y distinguida carrera de Robert Hardy incluye papeles en películas como El espía que surgió del frío, 10 Rillington Place, El joven Winston, The Shooting Party, Frankenstein de Mary Shelley, Sentido y sensibilidad, An Ideal Husband y como Cornelius Fudge en la saga de Harry Potter.
Robert Hardy escribió y presentó documentales para televisión sobre Enrique V, Gordon of Khartoum y la serie Horses in our Blood. Además, publicó dos libros sobre las guerras medievales, Longbow y The Great War-Bow.

## Filmografía (parcial)
- 1972
  - El joven Winston
  - Sir Gawain y el Caballero Verde
- 1978 - Todas las criaturas grandes y pequeñas (TV)
- 1981 - Winston Churchill: The Wilderness Year (TV)
- 1985- The Shooting Party
- 1994 - Frankenstein de Mary Shelley
- 1995 - Sentido y sensibilidad
- 1997 - La señora Dalloway
- 2000 - El décimo reino
- 2001 - El Mundo Perdido (TV)
- 2002
  - Thunderpants
  - Harry Potter y la cámara secreta
- 2004 - Harry Potter y el prisionero de Azkaban
- 2005
  - Harry Potter y el cáliz de fuego
  - Lassie
- 2007 - Harry Potter y la Orden del Fénix

## Premios y nominaciones

### Premios BAFTA
| Año  | Categoría                 | Película                               | Resultado |
| ---- | ------------------------- | -------------------------------------- | --------- |
| 1982 | Mejor actor de televisión | Winston Churchill: The Wilderness Year | Nominado  |
| 1980 | Mejor actor de televisión | Todas las criaturas grandes y pequeñas | Nominado  |